# گروپو اکسیتو
گروپو اکسیتو (به اسپانیایی: Grupo Éxito) شرکت خرده‌فروشی کلمبیایی است، که در زمینه مدیریت زنجیره‌ای از هایپرمارکت‌ها و سوپرمارکت‌ها، همچنین تولید پوشاک فعالیت می‌کند.
شرکت گروپو اکسیتو در سال ۱۹۴۹ توسط گوستاوو فیونمایر تأسیس شد و در حال حاضر با در اختیار داشتن شبکه‌ای از ۴۷۹ شعبه، بزرگترین شرکت خرده‌فروشی آمریکای جنوبی بشمار می‌آید.
دفتر مرکزی این شرکت در شهر مدلین، کلمبیا قرار دارد و بخشی از سهام آن در بازار بورس کلمبیا معامله می‌شود. گروپو اکسیتو در حال حاضر متعلق به شرکت فرانسوی گروپ کازینو و خانواده فیونمایر می‌باشد.